# جون هنري لاند
جون هنري لاند (بالإنجليزية: John Henry Land)‏ هو عسكري أمريكي، ولد في 12 يونيو 1918، وتوفي في 30 نوفمبر 2011.